# Seznam armadnih skupin po zaporednih številkah
Seznam armadnih skupin po zaporednih številkah je krovni seznam, ki je primarno namenjen pregledu armadnoskupinskih razločitvenih strani.

## Seznam
```
 
1.
  
2.
  
3.
  
4.
  
5.
  
 
6.
  
7.
  
8.
  
9.
  
10.

 
11.
 
12.
 
13.
 
14.
 
15.

 
16.
 
17.
 
18.
 
19.
 
20.

 
21.
 
22.
 
23.
 
24.
 
25.
```